# Pontils
Pontils est une commune espagnole, en Catalogne dans la comarque de Conca de Barberà dans la province de Tarragone.